# Angus Scrimm
Angus Scrimm, de nom Lawrence Rory Guy, (Kansas City (Kansas) 19 d'agost de 1926 - Los Angeles 9 de gener de 2016) és un actor estatunidenc. És famós a partir de 1979 en el paper de Tall Man, l'enterrador en la sèrie de pel·lícules de terror Phantasm de Don Coscarelli.

## Filmografia
- Phantasm V (2009)
- Hollywood Horror (2006)
- Satanic (pel·lícula) (2006)
- Automatons (2006)
- The Off Season (2004)
- Phantasm IV: Oblivion (1998)
- Wishmaster (1997)
- Phantasm III: El Senyor de la Mort (1994)
- Phantasm II (1988)
- Fantasma (Phantasm) (1979)